# Hank Garrett
Pour les articles homonymes, voir Garrett.
Hank Garrett est un acteur américain, né le 26 octobre 1931 à Monticello, dans l'État de New York.

## Filmographie

### Cinéma
- 1968 : Les Producteurs (The Producers) de Mel Brooks : Machiniste (non crédité)
- 1968 : Un détective à la dynamite (A Lovely Way to die) de David Lowell Rich : Henderson (non crédité)
- 1972 : Richard de Harry Hurwitz et Lorees Yerby : Conseiller
- 1973 : Serpico de Sidney Lumet : Malone
- 1974 : Un justicier dans la ville (Death Wish) de Michael Winner : Andrew McCabe
- 1975 : Les Trois Jours du Condor (Three Days of the Condor) de Sydney Pollack : le facteur
- 1975 : Deadly Hero de Ivan Nagy : Buckley
- 1977 : La Sentinelle des maudits (The Sentinel) de Michael Winner : James Brenner
- 1977 : L'Exorciste 2 : L'Hérétique (Exorcist II: The Heretic) de John Boorman : Le conducteur
- 1979 : L'Arme au poing (Firepower) de Michael Winner : Oscar Bailey
- 1979 : Amityville : La Maison du diable (The Amityville Horror) de Stuart Rosenberg : Barman
- 1980 : Le Chanteur de jazz (The Jazz Singer) de Richard Fleischer : Sergent de Police
- 1983 : Olivier et le Dragon vert (Als je begrijpt wat ik bedoel) de Bjørn Frank Jensen, Harrie Geelen et Bert Kroon : le chef de Police Snooper (voix version anglophone)
- 1983 : L'Arnaque 2 (The Sting II)  de Jeremy Kagan : Le chauffeur de taxi
- 1984 : Hotel Monplaisir (en) (The Rosebud Beach Hotel) de Harry Hurwitz : Mike Kramer
- 1984 : Johnny le dangereux (Johnny Dangerously) de Amy Heckerling : Le Maire
- 1985 : De sang-froid (The Boys Next Door) de Penelope Spheeris : Détective Ed Hanley
- 1986 : Deux flics pourris (Bad Guys) de Joel Silberg : Bud Schultz
- 1987 : Dutch Treat (en) de Boaz Davidson : Vito
- 1987 : G.I. Joe: The Movie de Don Jurwich : Dial-Tone (voix)
- 1987 : Blood Frenzy (en) de Hal Freeman : Dave Ash
- 1989 : That's Adequate (en) de Harry Hurwitz : Space Pilot
- 1990 : Maniac Cop 2 de William Lustig : Tom O'Henton
- 1991 : Cœur d'acier (Steel and Lace) de Ernest D. Farino: Capitaine Grover
- 1991 : L'approche finale (en) de Eric Steven Stahl : RSO
- 1992 : L'Agent double 00 (en) (The Double 0 Kid) de Dee McLachlan : Agent de la CIA
- 1993 : Sniper de Luis Llosa : L'Amiral à Washington
- 1995 : Guns and Lipstick de Jenö Hodi : Foreman
- 1995 : Fatal Choice de Jenö Hodi : Lieutenant Hadcock
- 1996 : Exit in Red (en) de Yurek Bogayevicz : Docteur Wayland
- 1997 : Rien à perdre (Nothing to Lose) de Steve Oedekerk : Manny
- 1998 : The Modern Adventures of Tom Sawyer de Adam Weissman : Chef de Police
- 1998 : Lieu sûr (en) (Safe House) de Eric Steven Stahl : Tueur à gages / Facteur
- 1999 : P'tits Génies (Baby Geniuses) de Bob Clark : Guard
- 2000 : Ticket gagnant (The Million Dollar Kid) de Neil Mandt : Delivery Dispatcher
- 2005 : Moses: Fallen. In the City of Angels. de Ben Maccabee : Lucky Palermo

### Télévision

#### Séries télévisées
- 1959-1962 : Naked City : homme dans la salle de Billard / un émeutier (saison 1, épisode 15 et saison 3, épisode 28)
- 1961-1963 : Car 54, Where Are You? (en) : Officier Ed Nicholson (37 épisodes)
- 1963 : Mack & Myer for Hire (en) : un serveur (1 épisode)
- 1964 : East Side/West Side : Contremaître du quai de la poissonnerie / ? (saison 1, épisode 18 et 20)
- 1965 : For the People (en) : Pardini (saison 1, épisode 8)
- 1967-1968 : N.Y.P.D. (en) : un ouvrier / Le sergent (saison 1, épisode 6 et saison 2, épisode 2)
- 1975 : Kojak : Turetsky (saison 3, épisode 1)
- 1978 : Un privé dans la nuit (The Dain Curse) : McCracken (mini-série)
- 1979 : B.J. and the Bear : Officier Rosen (saison 2, épisode 12)
- 1979-1980 : Paris (en) : Député Chef Jérôme Bench (13 épisodes)
- 1981 : Vivre à trois (Three's Company) : le bookmaker (saison 5, épisode 9)
- 1981 : The Two of Us (en) : Détective Kilbane (saison 2, épisode 10)
- 1982 : Capitol : ?
- 1982 : Côte Ouest (Knots Landing) : Frank Kolbert (3 épisodes)
- 1983 : Shérif, fais-moi peur (The Dukes of Hazzard) : Borov (saison 5, épisode 17)
- 1985-1987 : Santa Barbara : Capitaine de Police (7 épisodes)
- 1985 : Supercopter (Airwolf) : Docteur Morton (saison 2, épisode 12)
- 1985 : K 2000 (Knight Rider) : Steven Barnes (saison 3, épisode 16)
- 1985 : Jackie et Sara (Too Close For Comfort) : Sargeant (saison 5, épisode 11)
- 1985 : Simon et Simon (Simon & Simon) : Paul Dreyer (saison 5, épisode 2)
- 1986 : La Cinquième Dimension (The Twilight Zone) : Warden (saison 1, épisode 23a)
- 1986 : Harry Fox, le vieux renard (en) (Crazy Like a Fox) : Dresden (saison 2, épisode 21)
- 1986 : 1st & Ten (en) : le père de Tom (saison 2, épisode 1 et 2)
- 1986 : G.I. Joe : Dial Tone (voix, 21 épisodes)
- 1987-1988 : Max Headroom : Gene Ashwell (12 épisodes)
- 1989 : Générations : ?
- 1989 : Nearly Departed (en) : Perkins (saison 1, épisode 1)
- 1990 : Alien Nation : Marty Penn (saison 1, épisode 16)
- 1990-1991 : Vic Daniels, flic à Los Angeles (The New Dragnet) : Painting Tenant  / Orrin Thatcher (saison 1, épisode 20 et saison 2, épisode 18)
- 1991 : La Fête à la maison (Full House) : Jerry Jacobs (saison 4, épisode 25)
- 1992 : Les Sœurs Reed (Sisters) : le chef d'équipe (saison 2, épisode 13)
- 1994 : Columbo : Capitaine (Columbo change de peau)
- 1994 : Garfield et ses amis (Garfield and Friends) : ? (voix : saison 7, épisode 10)
- 1997 : Une sacrée vie (en) (Nothing Sacred) : Donnie (saison 1, épisode 5)
- 1997 : 413 Hope St. (en) : gardien de prison (saison 1, épisode 4)
- 1999 : Beyond Belief: Fact or Fiction (en) : Monsieur Flint (2 épisodes)
- 2008-2013 : Garfield et Cie (The Garfield Show) : voix additionnelles (5 épisodes)
- 2018 : Show Royale : le dur à cuire (1 épisode)

#### Téléfilms
- 1974 : The Great Ice Rip-Off de Dan Curtis : Sam
- 1980 : The Silent Lovers de John Erman : Clarence Brown
- 1982 : Here Comes Garfield (en) de Phil Roman : Fast Eddy & Fluffy (voix)
- 1983 : Dusty de Don Medford : Lieutenant Harry Beathoven
- 1984 : Détective à tout faire (Spraggue) de Larry Elikann : Knuckles
- 1985 : Commando 5 (Command 5) de E.W. Swackhamer : Captaine Ed Draper
- 1985 : The Midnight Hour (en) de Jack Bender : Sergent Thompson
- 1985 : Les Otages (Hostage Flight) de Steven Hilliard Stern : Hoopman
- 1986 : G.I. Joe: Arise, Serpentor, Arise! de Ray Lee : Dial Tone (voix)
- 2014 : I Thought You Were Dead de Bob Illes : Hank